# Szatmárnémeti magyar irodalmi és művelődési élete
Szatmárnémeti magyar irodalmi és művelődési élete – Szatmárnak, azaz Szatmárnémeti városának és vidékének számottevő szerepe volt a magyar irodalom fejlődésében és a művészeti életben. Költői, írói – a szakírók is – az irodalmi és művelődési élet minden jelentős mozgalmában részt vettek és vesznek. Szatmárnémeti magyar irodalmi élete a 19. században itt kibontakozott művelődési és sajtóéletben gyökerezik, amely azonban maga is valójában korábbi említésre méltó előzményeken alapul.

## Előzmények
Szatmárból indult Erdősi Sylvester János, akinek munkássága jelentős a nyelvjárásokon felüli magyar köznyelv kialakításában. A Nagykárolyból indult Károli Gáspár (1529 körül – 1591) bibliafordítása évszázadokon át hatást gyakorolt nemcsak a protestáns egyházi, hanem a világi költészetre és szépprózára is. Az ő normáinak elterjesztésében különös jelentősége volt Papp István író 1753-ban Nagykárolyban létesített nyomdájának. A szatmárnémeti katolikus gimnáziumban igazgatóként (1780–86) működő Kreskay Imre Tamás kora ismert költője volt, Gvadányi József (1725–1801), az Egy falusi nótáriusnak budai utazása (1792) szerzője, a magyar felvilágosodást megelőző időszak neves költője a maga idején népszerű a külföldi szokások majmolásának bírálata révén is.
Az irodalom fejlődésében oly jelentős nyelvújítási mozgalom szellemi vezére az Érsemjénben született Kazinczy Ferenc, aki többek között a Szatmár megyéhez tartozó Sződemeter szülöttével, Kölcsey Ferenccel, a nemzeti felvilágosodás kimagasló képviselőjével, a magyar esztétikai irodalom, a modern műbírálat és a művészi szónoklat megalkotójával is közeli kapcsolatot tartott fenn. Nagykárolyban született Gaál József (1811–66), aki alföldi tárgyú novelláival és életképeivel Petőfi költészetének egyik előkészítője volt, s akit Szirmay Ilona című történelmi regénye (1836) és A peleskei nótárius (1836) című bohózata tett ismertté.
Nagykolcsról indult az 1848-as forradalom nemzedékének jeles publicistája, a Román élet c. útirajz írója, Oroszhegyi (Szabó) Józsa (1822–70), aki műszavaival az orvosi és vegytani szaknyelvet is gyarapította. Kortársát, Kováts Lajost (1812–90) reformpublicistaként, kora legképzettebb közgazdasági írójaként tartották számon. A maga idejében kedvelt lírai költő volt Petőfi Szatmáron élő barátja, Pap Endre (1817–51) és a másik költőtárs, a közérdekű kérdésekben publicisztikájával is állást foglaló Riskó Ignác (1812–90).
A szatmári születésű Mándy Péter (1784–1873) nevét nyelvjárási és etimológiai kutatásai mellett helyesírásunk egyszerűsítésének módjára vonatkozó javaslatai (1858) tették maradandóvá.
Szatmárnémetiből indult a híres szanszkrit nyelvész, Lugossy József (1812–1884), továbbá a 19. század második felének jeles novellistája, egyben az első magyar nyelvű élclap megalapítója, Lauka Gusztáv (1818–1902), a nagykárolyi születésű Bodnár Zsigmond (1830–1907), a neves irodalomtörténész, és Acsády Ignác történetíró (1845–1906), A magyar jobbágyság története című mű szerzője. Kisnaményen született Kiss Áron (1845–1908), a pedagógiai irodalom egyik megalapozó munkása, továbbá Barna Ferdinánd (1822–1894), a kiváló nyelvész és műfordító, és Zolnai Gyula (1862–1949), az első magyar nyelvtörténeti szótár (egyik) szerkesztője.
Szatmárnémeti iskoláiban tanult Bársony István író, Berey József elbeszélő, Csengery János klasszika-filológus, Madzsar Gusztáv irodalomtörténész és műfordító, Pataki Lajos tankönyvíró. Gimnáziumaiban számos olyan tudós-tanár tanított, aki iskolai munkája mellett irodalmi és publicisztikai tevékenységével, közlési lehetőségek megteremtésével, napilapok, folyóiratok indításával az irodalmi élet említésre méltó személyiségévé, elismert íróvá, költővé, műfordítóvá vált. A legkiválóbbak közülük: Aiben Mátyás, Bagossy Bertalan, Bakcsy Gergely, Dier Lajos, Fechtel János, Mátray Lajos, Sarmaságh Géza, Zombori Gedő.
Az irodalom ápolásának, az anyanyelv művelésének Szatmárnémetiben régi hagyományai vannak. A városban működő római katolikus hittudományi főiskola hallgatói már 1842-ben irodalmi egyesületet alapítottak, 1856-ban pedig létrehozták a Szent Alajos Társulatot, amely egészen 1948-ig működött, s a magyar nyelv művelését tűzte ki elsődleges céljául, bővítve ezt később a vallásos irodalom és a műfordítások szorgalmazásával. A magyar nyelv és irodalom művelését vállalta magára ebben az időszakban az 1882-ben alapított Széchenyi Társulat, a már 1862-ben kezdeményezett, de valójában csak 1892-től működő Kölcsey Kör és 1889-től a Szatmár Egyházmegyei Irodalmi Kör.
A Szatmáron jelentkező írók és tollforgatók számára – bár voltak korai lapkezdeményezések is (1862-ben például Tárogató címmel) – viszonylag későre, az 1870-es évek végétől megjelenő helyi sajtó teremtett elsődleges közlési lehetőséget. 1879-ben, szinte egy időben két lap is indul: a Szatmári Közlöny és a Tárogató, 1884-ben a Szatmár és Vidéke, 1891-ben a Heti Szemle 1897-ben a Szatmárnémeti. 1886–97 között jelent meg a Téli Esték. Ezek mellett az általános iskolai tanítók egyesülete indított havi szaklapot Tanügyi Értesítő címmel

## 20. század
A 20. századfordulótól Érmindszent szülötte, Ady Endre révén hallani a tájról (igaz: ő a Szilágyságról ír!). Nagykárolyból indul viszont és szülővárosát, valamint Szatmárnémetit megörökítő regényei, elbeszélései révén fut be Kaffka Margit (Levelek a zárdából – Nyár; Hangyaboly; Színek és évek).
A két világháború közötti szatmári irodalmi élet első megmutatkozása az 1924-ben megjelent Szatmári Antológia, amelyben együtt léptek közönség elé az akkori helyi és környékbeli írók, költők. A legtermékenyebb közülük Pakocs Károly, akinek ebben az időszakban nyolc vers- és prózakötete jelent meg. De nem csak az ő munkássága jelzi az időszak szatmári szellemi életében a vallásos kötődésű irodalom meghatározó jelenlétét: Scheffler János úti élményeit megörökítő könyvet is ad ki (Szatmártól Chicagóig. 1926), a Nagykárolyban élő református lelkész Kürthy Károly Virágos kertemből (1921) címmel, Szaniszló katolikus plébánosa, Magyar Bálint Harangjáték (1925) címmel verseskötetet jelentetett meg. Mellettük az elbeszélő és költő Joláthy B. Zoltán (Irodalmi egyveleg. 1937), Bakkay Béla (Bianca : verses regény. 1925) és Vigh Ernő tűnt ki, utóbbi Üres a nézőtér, sötét a rivalda c. prózai kötetével (1937), amely a színház világából meríti témáját.
1919 után tűnt föl a Kisgércen született Markovits Rodion (1888–1948), a Szibériai garnizon című, világhíressé vált regény szerzője. Szatmárnémeti szülötte Dsida Jenő (1907–38), akinek első verseit Benedek Elek itt megjelenő gyermeklapja, a Cimbora közölte. Egriben született és Szatmárnémetiben tanult Csűry Bálint (1886–1941), a jeles nyelvtudós, s itt élt (és alkotott) egy ideig Horváth Imre, a költő.
A lelkek épülésére és a hitélet elmélyítésére a két világháború között számos szerző írt és adott ki a vallásos irodalom körébe sorolható köteteket: Boros Jenő Halál és örökélet (1922) címmel jelentette meg húsvéti egyházi beszédeit és lefordította J. Haller Az evangélium nőalakjai (1930) c. munkáját; megjelent Bakkay Kálmán katolikus katekizmust és evangélium-magyarázatokat tartalmazó kötete: Vasárnapi és ünnepi leckék és evangéliumok magyarázata (1925). Scheffler Ferenc, Czumbel Lajos és Scheffler János fordításában itt készült el Franz Spirago háromkötetes munkájának (Felnőttek katekizmusa. 1928) magyar fordítása, és ugyancsak itt fordította le, bár Nagyváradon adta ki Scheffler János P. Iulian Eymard Szentáldozás – életforrás (1932) című munkáját. Nyisztor Zoltán két évben is katolikus könyvnaptárt (Nagy képes naptár. 1923 és 1925), Bélteky Lajos, Boros Jenő és Sárközi Lajos 1922–26 között Protestáns naptárt szerkesztett.
A város zsidó értelmisége is jelen volt az összképben: szellemiségének világnézeti (politikai) kérdéseket tárgyaló megnyilvánulása Jordán Viktor Erdélyi Zsidó Szövetség, Szatmári Csoport c. könyve (1927).
A városban (különböző élettartammal) 25 nyomda működött, melyekben a második világháborúig 208 magyar nyelvű könyv és 87 időszaki sajtótermék készült. Ezzel az összromániai magyar könyvtermelés viszonylatában Kolozsvár, Nagyvárad, Temesvár, Arad és Marosvásárhely után a 6. helyen áll, amihez főleg a Szabadsajtó Könyvnyomda (66 könyv és 25 sajtótermék), a Pallas Nyomda (30 könyv és 8 sajtótermék), Weisz Sándor nyomdája (16 könyv és 5 sajtótermék) és a Balogh Nyomda (10 könyv, 8 sajtótermék) járult hozzá.
Kiemelkedő, huzamosabb ideig megjelenő lapok a Szamos (1919–38 és 1940–44) és a Gara Ernő által Est (1922–23) címmel indított, később többször is címet változtató Hétfői Friss Újság (1922–40); rövidebb életű, de említést érdemel a Kovács Jenő szerkesztette Szatmári Hírlap (1928–29), a Joláthy B. Zoltán szerkesztette Szatmári Friss Újság (1930) és a Szatmári Népszava c. szociáldemokrata hetilap (1931–33; ezzel a címmel már 1919-ben jelent meg egy rövid életű, de rokon szellemiségű lap). Egyébként a sajtó terén is az egyházi és hitbuzgalmi lapoké az első hely: itt szerkesztették a katolikus egyház egyik legfontosabb ifjúságnevelő mozgalmának, a Szív-gárdának több lapját (Szív 1927–40 és 1935-től melléklapja, a Gyermekszív; Szívgárdista, 1923–40; későbbi címein Kis Apostol, Kis Keresztesek; Gárdavezető, 1929–37); itt jelent meg a Hildegárda c. egyházközségi értesítő (1929–40), a Ferences rend lapja, a Szeráf (1928–31), a Scheffler Ferenc szerkesztette Szabad Szó (1921–27) és Új Élet (1927–28), az Ilosvay Lajos, majd Pálos István, ill. Scheffler Ferenc szerkesztésében 1921–31 között kiadott Katholikus Élet c. tudományos, irodalmi és művészeti hetilap, amelyet 1942-ben Pakocs Károly indított újra és szerkesztett Szatmári Katolikus Élet címmel.
A református híveket az egész időszakon át heti rendszerességgel az 1911-ben alapított és Bélteky Lajos, majd Boros Jenő, ill. Sárközi Lajos által szerkesztett Egyházi Híradó kereste fel, amely címét 1942-ben Szatmári Református Híradóra változtatva 1944 júniusáig jelent meg megszakítás nélkül. De itt szerkesztette és adta ki 1930–38 között a Zsidó Jövő c. irodalmi és társadalmi havi folyóiratot Frischmann Dezső.
Említésre méltó még a Vidor Gyula szerkesztette Rendkívüli Újság (1921–25), Berey Géza lapja, a Mai Nap (1932–33) és az Óss József szerkesztette Reggeli Lapok (1939–40), továbbá az irodalmi vonatkozása révén is fontos, Benedek Elek nevével fémjelzett Cimbora (képes heti gyermeklap), a humoros, szatirikus Derű (1932–39), az 1921–29 között Molnár Imre szerkesztésében megjelenő Gazdák Lapja és a Szatmár megyei Gazdasági Egylet hivatalos közlönye, a Szatmári Gazda.
A századelő szellemi pezsdülésének jele, hogy a Református Főgimnázium 1918 januárjában szintén lapot indított Diákszó címmel. Ez, bár rövid életű (csupán az év októberéig jelent meg), nem maradt folytatás nélkül: az 1932/33-as tanévben az iskola diákjai újabb, kéziratos, indigóval sokszorosított lapot jelentettek meg Diákélet címmel, ebben láttak napvilágot Gellért Sándor első versei. A hagyományt 1947-ben élesztették újra, amikor ismét Diákszó címmel jelent meg iskolai lap (szerkesztői között találjuk az akkor még középiskolás Bura László nyelvészt és helytörténészt, Bretter György filozófust és Panek Zoltán prózaírót). Ugyanezzel a címmel 1972-től jelent meg iskolai lap, amikor, nem csak a szerzők között, de a szerkesztők egymást váltó névsorában is, ott szerepel a középiskolás Kovács András Ferenc neve.
A korszak nevezetesebb szerkesztői (a már említetteken kívül még): Diénes Sándor, Horváth Sándor, Kővári Ferenc, Lengyel István, Manyák József, Manyák Károly, Napholcz Pál, P. Olasz Péter, Tankóczy Gyula és Vidor Gyula.
Az egyesületi élet kezdetei a 19. századra nyúlnak vissza: pontosan meg nem határozható időpontban alakult meg a Szatmári Társaskör, amely könyvtárral, olvasóteremmel várta tagjait, később a Széchenyi Társulat, amelynek egyes adatok szerint szintén volt könyvtára. Ugyancsak még az első világháború előtt alakult az Iparos Olvasóotthon, könyvtárral és dalárdával.
A város legértékesebb könyvtári állományával azonban az 1600-ban alapított Református Kollégiumi Könyvtár és az 1804-ben létesült Római Katolikus Püspöki Könyvtár rendelkezett; mellettük 1857-től a Római Katolikus Tanítóképzőnek, 1924-től a Római Katolikus Leányiskolának volt viszonylag jól felszerelt tanári könyvtára. Mindezeket a második világháborúval járó pusztítások (bombázás, frontátvonulás), majd az iskolák államosítása, illetve a szatmári püspökség hatósági erőszakkal történt felszámolása, javaik elkobzása teljesen szétzilálta.
A második világháború idején, illetőleg a befejezését követő években a szatmári kiadói tevékenység szinte jelképesre zsugorodott: 1944–49 között a háború után megmaradt 4 nyomdában mindössze 6 könyv és 11 sajtótermék jelent meg. A könyvek között említhető Révész Géza Új idők, új versek (1946) című kötete, Erdős I. Pál fametszet-albuma (Fény és árnyék. 1946, Benedek Marcell előszavával) és Képek címmel kiadott füzete (1948), egy Jakab Antal szerkesztette Népnaptár (1946) és Sárközi Lajos „Ilyeneké a mennyeknek országa” (1946) című konfirmációi előkészítő kiadványa. Az 1950 utáni időszak még szegényesebb: a városban ekkorra mindössze két nyomda maradt: az Universul és a kolozsvári Nyomdaipari Vállalat szatmári kirendeltsége, ezekből 1950–59 között, tehát tíz év alatt összesen 12 magyar nyelvű kiadvány került ki (ebből 5 színházi műsorfüzet). Sokkal változatosabb képet mutat az 1940-es évek második felének sajtóélete. A háború után néhány hónappal már megjelent az első újság, a Híradó (1944. december – 1945. máj. 8. között), ezt követte, annak folytatásaként a szintén rövid életű Új Élet (1945. május 9-től), majd a Szabad Élet (1945–48), amely végül Dolgozó Nép (1948. november 21-től), majd Szatmári Hírlap címmel (1968. február 18-tól) egészen a diktatúra bukásáig a helyi napisajtó folytonosságának kifejezője. Hetente irodalmi és képzőművészeti oldallal jelentkezett; időszakos melléklete, 1968–84 között Forrás címmel, benne sok irodalmi anyagot is közölve. 1970-ben, az árvíz után, az újság külön röplapot jelentetett meg Az újjáépülő Szatmárudvari címmel. 1945-ben, rövid ideig a deportálásból hazatért Frischmann Henrik szerkesztésében jelent meg a Deportált Híradó c. hetilap; 1945–46-ban Úttörő címmel szakszervezeti lapot szerkesztett Radó László (munkatársai Jelinek Ede, Kővári Tibor és Róna Miklós), s 1946–47-ben Egyenlőség címmel lapot adott ki a Magyar Népi Szövetség is.
1948-ig – a hagyományokat folytatva – több egyházi lap is jelent meg Szatmárnémetiben: a római katolikus Egyházi Tudósító (1946), Erdélyi Szív (1947) és Kongreganista (1946–47), a Református Élet (1948).
A Dolgozó Nép, illetve Szabad Élet mellett 1948 után a magyar nyelvű sajtót rövid életű szakmai és alkalmi lapok, röpiratként egy számot megért hivatalos sajtótermékek jelentették: 1956–62 között több szatmári üzem dolgozói számára közös, kétnyelvű lapot adtak ki Üzemi Élet címmel; időnként magyar változata is volt (Röplap címmel) az 1957–83 között alkalmanként megjelentetett Foaia Volantă c., szintén alkalmi helyi lapnak; Közlekedési Híradó címmel alkalmi röplapokat adott ki a helyi közlekedésrendészet; 1968–71 között magyarul is megjelent a Szatmár Megyei Néptanács Hivatalos Közlönye, s 1971-ben Ifjúsági Staféta címmel magyar fordításban is kiadta helyi lapját a KISZ.
A városi művelődési házban a megyerendszer kialakítása után élénkült meg az irodalmi élet. Itt is működött (1975-től) Temesvár és Nagyvárad mellett Ady Endre Irodalmi Kör, amelyben fiatalok (Baranyai Attila, Hadházy Zsuzsa, Molnár Pál) alkotásait vitatták meg; irodalmi köre volt a magyar tannyelvű középiskolának is, itt számos írótalálkozót szerveztek, amelyeknek keretében Banner Zoltán, Beke György, Bretter György, Domokos Géza, Kántor Lajos, Kányádi Sándor, Láng Gusztáv, Méhes György, Paizs Tibor, Szilágyi Domokos, Kocsis István találkozott a diáksággal. A magyartanárok pedagógiai köre felolvasó ülésszakot, Mikszáth- (1977) és Móricz-szimpóziumot (1979) szervezett. 1972-ben nagyszabású ünnepség keretében emlékezett a város magyarsága a 150 éve született Petőfi Sándorra, 1980-ban Kaffka Margitra és József Attilára.
A jelenkor több neves irodalmi személyisége: Banner Zoltán, Bretter György, Gellért Sándor, Kocsis István, Kovács András Ferenc, Láng Zsolt, Panek Zoltán, Páskándi Géza, Szilágyi Domokos indult a szatmári magyar tannyelvű gimnáziumból.
Az 1970-es és az 1980-as években Szatmárnémetiben élt (különben Mikolán tanított) Gellért Sándor, akinek költészete szoros kapcsolatban van a folklórhagyományokkal, s akit többször láthattak vendégül író-olvasó találkozókon. A helyi irodalmi életben is szerepelt Gúzs Imre (négy novelláskötet és egy regény szerzője), Irinyi Kiss Ferenc költő, műfordító, * Paizs Tibor költő, műfordító, Soltész József költő, prózaíró, drámaíró, Veress István műfordító, Visky András költő, akiknek jelenléte a város szellemi életét is gazdagította. Ugyanakkor író-olvasó találkozókra került sor a hazalátogató Panek Zoltánnal, Páskándi Gézával, s 1968-tól Bálint Tiborral, Hornyák Józseffel, Mikó Ervinnel, Szilágyi Istvánnal.
A második világháborút követően Szatmárnémetiben élt George Georgescu és Vasile Herman, akiknek másfélszáz oldalas román nyelvű Ady-kötete (Scăpărătorul focului címmel) 1948-ban jelent meg Kolozsváron.
1956-tól új színt hozott a város magyar művelődési-művészeti életébe a nagybányai Állami Színház ide költöztetett magyar tagozata, amely 1968-tól Északi Színház, 1993-tól a Szatmári Északi Színház Harag György Társulata néven minőségileg magasabb rangra emelte Szatmárnémeti évszázados múltra visszatekintő magyar színi életét. Stúdiótermében 1987-től Szétosztom minden örömöm címmel a társulat színészei tartottak önálló előadóesteket kedvenc verseikből. Emlékezetes volt közülük Tarnói Emília balladaestje és Papp Éva műsora, aki Mesetár címmel meséket adott elő. Itt mutatták be John Osborne Nézz vissza haraggal című darabját is.

## 1989 után
1990-től a megváltozott társadalmi viszonyok folytán megélénkült az irodalmi-művelődési élet. Immár a szólásszabadság jegyében születik meg – már 1989 karácsonyán – a Szabad Szatmári Hírlap, majd utódlapja, a Szatmári Friss Újság, amely irodalmi anyagot is közöl (vers, rövid próza), akárcsak a néhány lapszámot megért (szándéka szerint az 1869-ben alapított lapelődjét folytató) Szamos. Mellettük rövid életű kísérletként említhető meg az 1990–91-ben Szatmárnémetiben kiadott Erdélyi Futár (egy Független Magyar Párt nevű alakulat lapja) s az 1994-ben 16 számot megért Szatmári Express (az Informaţia zilei társlapja). Változó időszakonként jelent meg a Gál Elemér főszerkesztősége alatt indult Szamoshát, Hármashatár, amely Erdély, Magyarország és Kárpátalja egymással szomszédos vidékeinek magyar nyelvű művelődéséről, irodalmi eseményeiről kívánt tudósítani. Vele párhuzamosan szintén a határokon átnyúló – elsősorban kereskedelmi és gazdasági – kapcsolatok kialakítására tett kísérletet a Zotmarket is (1991–92). Jelkép értékű kísérlet volt 1990-ben a Szamoshát Barátság címmel kiadott melléklapja, amelyet a szatmári Román–Magyar Egyesület nevében Lapka Tibor szerkesztett, valamint a szintén rövid életű Prietenia–Barátság–Freundschaft (1995–96), az Egyesület néprajzkutató önképzőkörének kiadványa. Ugyancsak 1990-ben indult, de mindössze 6 számot ért meg a Hétfői Sporthíradó, s rövid életűnek bizonyult a Matca címmel 1990-ben indított háromnyelvű ökológiai magazin, valamint a Kelemen Lajos Műemlékvédő Társaság 1992-ben indított Műemlékvédő Hírek c. kiadványa is.
Számbelileg uralkodó laptípus az 1990-es években Szatmár vidékén is a magyar tannyelvű középiskolák tanulóinak saját szerkesztésű és kiadású (időszakos) diáklapja: az újra Kölcsey Ferenc nevét viselő líceum diákjai Nebuló és Rikkancs (mindkettő 1990), K. F. T.-lap (1991), majd Suli-sajtó, Zaj-Lap (mindkettő 1992), Tintaszósz (1993–97), Güzü, Mozaik címmel (mindkettő 1998); a református kollégium diákjai Ref-Rén, majd Glutty címmel, a Hám János Római Katolikus Líceum diákjai Ösvény (1993) címmel indítottak iskolai lapot. De kísérleteztek iskolán kívüli információs diáklappal is, Baranyai Tibor (Alapozó, 1991–92), a Széchenyi Kör ifjúsági csoportja (Élesztő, 1996) s a Római Katolikus Médiairoda is (Evező, 1998). Időszakos lap a Kisvirág (1992), a római katolikus plébánia, valamint a Szeráf (1993), a Ferences Világi Rend lapja, amelyek mellett saját lap kiadására tett kísérletet a Szent Család Plébánia (Lehetőség, 1995) és a szatmárnémeti görögkatolikus plébánia is (Nikolaosz, 1997).
Az 1989-es változás után Szatmár magyar kulturális intézményi élete is lendületet kapott. Kapcsolata azonban Erdély szellemi vérkeringésével esetleges: Szigethy Rudolfnak, az 1990-es évek romániai magyar könyvkiadását felölelni óhajtó bibliográfiája az első nyolc évből mindössze 12 önálló könyv megjelenéséről tud: ezek közül 5 a Szent-Györgyi Albert Társaság, 1–1 a Kölcsey Ferenc Líceum, ill. a Kölcsey Társaság, egy a Keresztény Értelmiségiek Ökumenikus Közössége kiadásában látott napvilágot. Valójában a könyvtermés már ebben az időszakban gazdagabb, s az ezredforduló utáni éveket is számításba véve, elsősorban az EuroPrint kiadó és az Idea Studio százat is meghaladó kiadványával, mellettük az Euro Trend Kft., Spektrum Studio, Solpress, a Polygraph Nyomda magyar vonatkozású kiadói tevékenységével kell számolnunk.
A Szatmárnémetiben kibontakozott írók egy része (Kovács András Ferenc, Láng Zsolt, Visky András) Marosvásárhelyre, illetve Kolozsvárra költözött, Máriás József Magyarországra települt át, Soltész József német nyelven folytatta írói-publicisztikai pályáját, nemzedékükből egyedül Gúzs Imre, Sike Lajos és Simonfy József alkot később is helyben. Mellettük post mortem kiadásban megjelentek Gellért Sándor, Jeney György, Scheffler János, Schimpf János és Szabó Ferenc József kötetei.
Kiadták Veress István (1907) Fa a pusztában c. visszaemlékezéseit (1997), Sike Lajos több publicisztikai kötetét; az újabb nemzedékből önálló verskötettel jelentkezett Török Kajtár Enikő (Álarcosbál. 2001), Kovács Jácint (Éjtenger. 2002), Müller Dezső (Rimánkodó szívverésben. 2003), s gyűjteményes kötet sorakoztatta fel a fiatal költőket (A tükör előtt. 2002, Bessenyei Gedő István, Délczeg Csongor, Juhász Károly, Kereskényi Hajnal, Kovács Jácint, Kovács Máté, Nagy Géza Szabolcs, Nagy István, Pintye László, Puhó Ferenc, Szilágyi Ottó Loránd, Vadas Andrea, Varga-Pongrác József verseivel), illetve a prózaírókat (Előjáték. 2003, Bessenyei Gedő István, Boros Enikő, Burján Zsolt, Dobos Johanna, Dobos Hajnalka, Muhi Elek, Nagy Ágnes, Réman Anna, Széles Andrea, Tamási Attila írásaival).
A szatmári tájegység költőjének tekinthető a Nagykárolyban élő Sróth Ödön is, akinek legutóbbi iker-kötete (Ráhangolódás – Párizsi morzsák) egyéni ötletű nyomdai kivitelezésben kínálja legújabb verseit. Mellette verset-prózát-grafikát kínál Dobos Johanna és Dobos Hajnalka közös kötete (Meglátni és megérezni. 2003).
Az utóbbi másfél évtized szatmári szellemi életében ismét megjelent az egyházi irodalom is. Ezt jelezte már 1993-ban a KÉÖKK kiadványa („itt élned, halnod kell”), majd Tempfli Imre Kaplony-monográfiája (1996) s az újra létrehozott szatmári püspökség kiadásában 1996-tól évente megjelenő Római katolikus naptár, amelyben rendszeresen találni irodalmi szemelvényeket, irodalom- és művelődéstörténeti írásokat. Posztumusz kiadásban kerülnek nyilvánosságra a mártír-püspök, Scheffler János munkái és elkészült életrajza is (Bura László: Köztünk élt. Scheffler János, Szatmár vértanú püspöke. 2004).
Számottevő a város és a vidék helytörténeti irodalma: a Szent-Györgyi Albert Társaság által indított Otthonunk, Szatmár megye c. sorozatban megjelent Muhi Sándornak Janiczky Pál fotó- és képeslapgyűjteményének felhasználásával összeállított, A régi Szatmárnémeti c. könyve (1995), majd a sorozatban további helytörténeti kötetek sora a megye magyar népi építészetéről (Kónya László, 1995), egészségügyének múltjáról (Csirák Csaba, 1997), zsidó emlékeiről (uő, 2000), színjátszásának történetéről (uő., 2003), a szatmári Székesegyházról (Muhi Csilla, 2000), Nagykároly kultúrtörténetéről (Benedek Zoltán, 2000). Bura László több kötetben, egész sor tanulmányban foglalkozik Szatmár megye múltjával, oktatási intézményeinek történetével (Öt évszázad utcanevei. Csíkszereda, 2007).
Ugyanez a sorozat tette hozzáférhetővé az évek folyamán Sipos Ferenc (Mezőteremről jöttem, 1998) és Jeney György (Egy szatmári czívis emlékiratai. 1999) visszaemlékezéseit, valamint Gellért Sándor hátrahagyott esszéinek egyik kötetét (Kóborló hadjáratok. 1999).
Szatmárnémeti magyar művelődési életének élénkítéséhez hozzájárulnak az 1992-ben újraalakult EMKE északnyugati régiója (Muzsnay Árpád) által rendszeresített Petőfi-megemlékezések (Szatmárnémetiben, Nagykárolyban, Erdődön és Koltón, minden év szeptemberében), a Páskándi- és Ady-napok, 1994-től a sződemeteri Kölcsey-zarándoklatok, a nagy történelmi évfordulók alkalmából (az Erdődi Zsinat 450 éves évfordulója, II. Rákóczi Ferenc erdélyi fejedelemmé választása, a Szatmári béke, az 1848-as magyar forradalom 150. évfordulója) szervezett megemlékezések. Az ott elhangzott előadásokat Évfordulós tanácskozások cím alatt több kötetben jelentette meg az Egyesület (2004, 2006, 2007, 2008). Az EMKE és a Szent-Györgyi Albert Társaság által közösen szervezett Gellért Sándor vers- és prózamondó versenyek (1990-től évente), az 1991 óta folyamatos „Ifjú szívekben élek” vetélkedők, az 1995-ben és 1996-ban megrendezett Dsida Jenő költői versenyek, a Lorántffy Zsuzsanna-emlékülés (2000), a Jakabffy Elemér-napok (2001), a Hajnal akar lenni címet viselő népdaléneklési vetélkedők, az egyházi énekkarok 1992 óta ismétlődő fesztiváljai mind ennek a megpezsdülésnek a jelei.
A szatmári színház Harag György Társulata és a 2004 óta Ács Alajos nevét viselő Stúdiószínpad az 1989-es változás után is folytatta irodalmi műsorait: 1991-ben Dsida, 1993-ban Szilágyi Domokos, 1996-ban Gellért Sándor, 2000-ben Páskándi Géza művét állította egy-egy rendezvény középpontjába.
A Kelemen Lajos Műemlékvédő Társaság szatmári fiókszervezete és az EMKE kezdeményezésére helyreállították Kölcsey Ferencnek a Láncos templom előtti szobrát és szobrot állítottak a Hymnus költőjének Sződemeteren; szobrot kapott Dsida Jenő, Szilágyi Domokos, Lükő Béla orvos, Szatmárhegyen Páskándi Géza, Nagykárolyban Petőfi Sándor; emléktábla került Dsida Jenő szatmári, Szilágyi Domokos nagysomkúti szülőházára, Bem József szamoskrassói, Petőfi egykori szatmárnémeti szálláshelyére.
Az irodalmi tanácskozások előadásait a rendezvények szervezői több kötetben is kiadták: „Mi nékem az igazság?” Páskándi Géza életművéről (2000); Erdély nagyasszonya, Lorántffy Zsuzsanna (2000); „Rákóczi urunk hadaival itt vagyunk” (szerk. Takács Péter, 2000); Kis nemzetek és nemzetiségek a harmadik évezred Európájában. Jakabffy-napok (2001); Szilágyi Domokos költészete negyedszázad távolából (2001).
Újraalakul a Kölcsey Kör, művelődési (és valamelyes mértékben irodalmi vonatkozású) társaságok alakulnak: Szent-Györgyi Albert Társaság, Szent István Kör (történészek), Kelemen Lajos Műemlékvédő Egyesület, majd az EMKE Szatmár megyei tagozata, a Széchenyi Kör Ifjúsági Szárnya (szatmárnémeti csoportja).
Évenkénti s immár az egész Kárpát-medencéből részt vevő versenyzők hagyományává vált az 1990-ben kezdeményezett Gellért Sándor vers- és prózamondó verseny, (1991-től) a Hajnal akar lenni… népdaléneklési verseny, a Kölcsey Kör szervezésében (1991-től) évenként megszervezett Érmindszenti zarándoklat (s az előtte való napon megrendezett) „Ifjú szívekben élek” irodalmi vetélkedő. Ugyancsak a kör kezdeményezésére évenként megrendezik az egyházi énekkarok fesztiválját (1992-től).
Szatmárnémetiben, a Kölcsey Líceumban rendezték meg (1992. január 11–12-én) a diákszínjátszók első országos találkozóját. A Kriza János Néprajzi Társaság és a MADISZ szervezésében tartották meg (1993. november 18-án) a betlehemes csoportok első országos találkozóját, ezt követően (a Kölcsey Líceumban) a romániai és külföldi néprajzkutatók tudományos ülésszakát. Szakemberek, egyetemi hallgatók és középiskolások bevonásával tíznapos nyári falukutató tábort létesítettek Szérben.

## 21. század
A 21. században is folytatódik Szatmárnémeti magyar irodalmi és művelődési életének megerősödése. 2019-ben havilapként újraindult a Szamos folyóirat, majd ennek égisze alatt alakult meg 2021-ben a Szamos Diákirodalmi Kör (röviden: SzDK), amely már három antológiával büszkélkedhet papírfecnik az ágy alatt (Szatmárnémeti; 2021), papírlapok a szélben (Limes; Szászfenes; 2022) és Felhőfoszlányok (Limes; Szászfenes; 2024) címmel; az elsőt még a zilahi ColorPrint nyomdában készítették, majd a másodiktól kezdődően minden Szamos-kiadványt a szászfenesi Limes kiadó ad ki.

## Kapcsolódó szócikk
- A szatmárnémeti színjátszás története